# 트라니

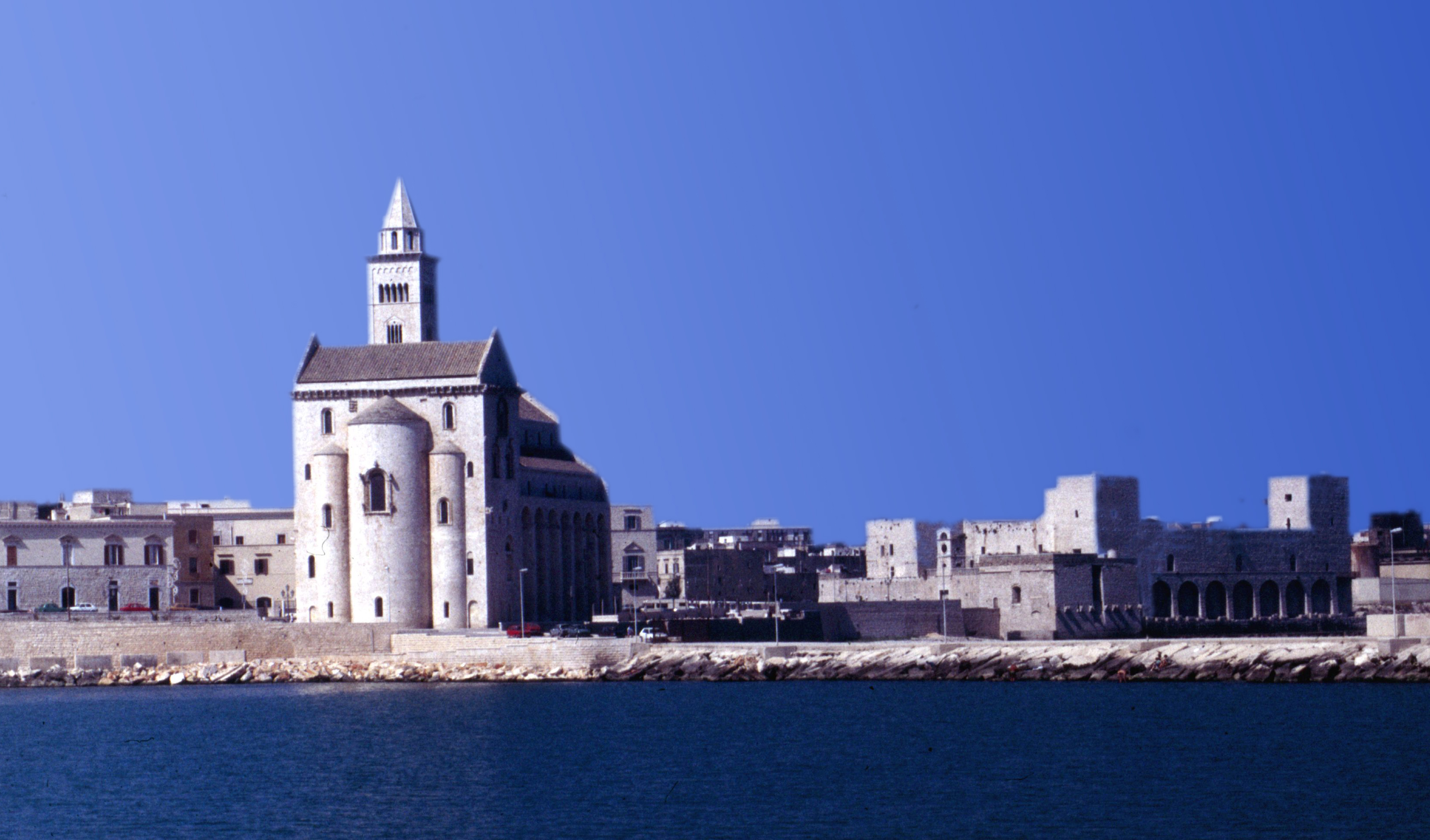
Trani cathedral

트라니(Trani)는 이탈리아 남동부 풀리아주의 도시이다. 북서쪽으로 아드리아해에 면한다.

## 역사
고대 로마 시대, 포이팅거 지도에 등장하는 투레눔(Turenum, Tirenum)이라는 도시가 원형이다. 도시는 이후 롬바르드 왕국과 비잔틴 제국의 영토였지만, 확실한 도시의 흔적은 9세기부터 발견된다.